# دونالد كيركي
دونالد كيركي (بالإنجليزية: Donald Kirke)‏ هو ممثل أمريكي، ولد في 17 مايو 1901 في جيرسي سيتي في الولايات المتحدة، وتوفي في 18 مايو 1971 في مقاطعة لوس أنجلوس في الولايات المتحدة.

## وصلات خارجية
- دونالد كيركي على موقع IMDb (الإنجليزية)
- دونالد كيركي على موقع ألو سيني (الفرنسية)
- دونالد كيركي على موقع أول موفي (الإنجليزية)
- دونالد كيركي على موقع قاعدة بيانات الأفلام السويدية (السويدية)
- دونالد كيركي على موقع قاعدة بيانات الفيلم (الإنجليزية)
- دونالد كيركي على موقع كينوبويسك (الروسية)